# Derocheilocaris hessleri
Derocheilocaris hessleri is een kreeftachtigensoort uit de familie van de Derocheilocarididae. De wetenschappelijke naam van de soort is voor het eerst geldig gepubliceerd in 1974 door Friauf & Bennett.